# Jan Chrabąszcz vel Chrobeński

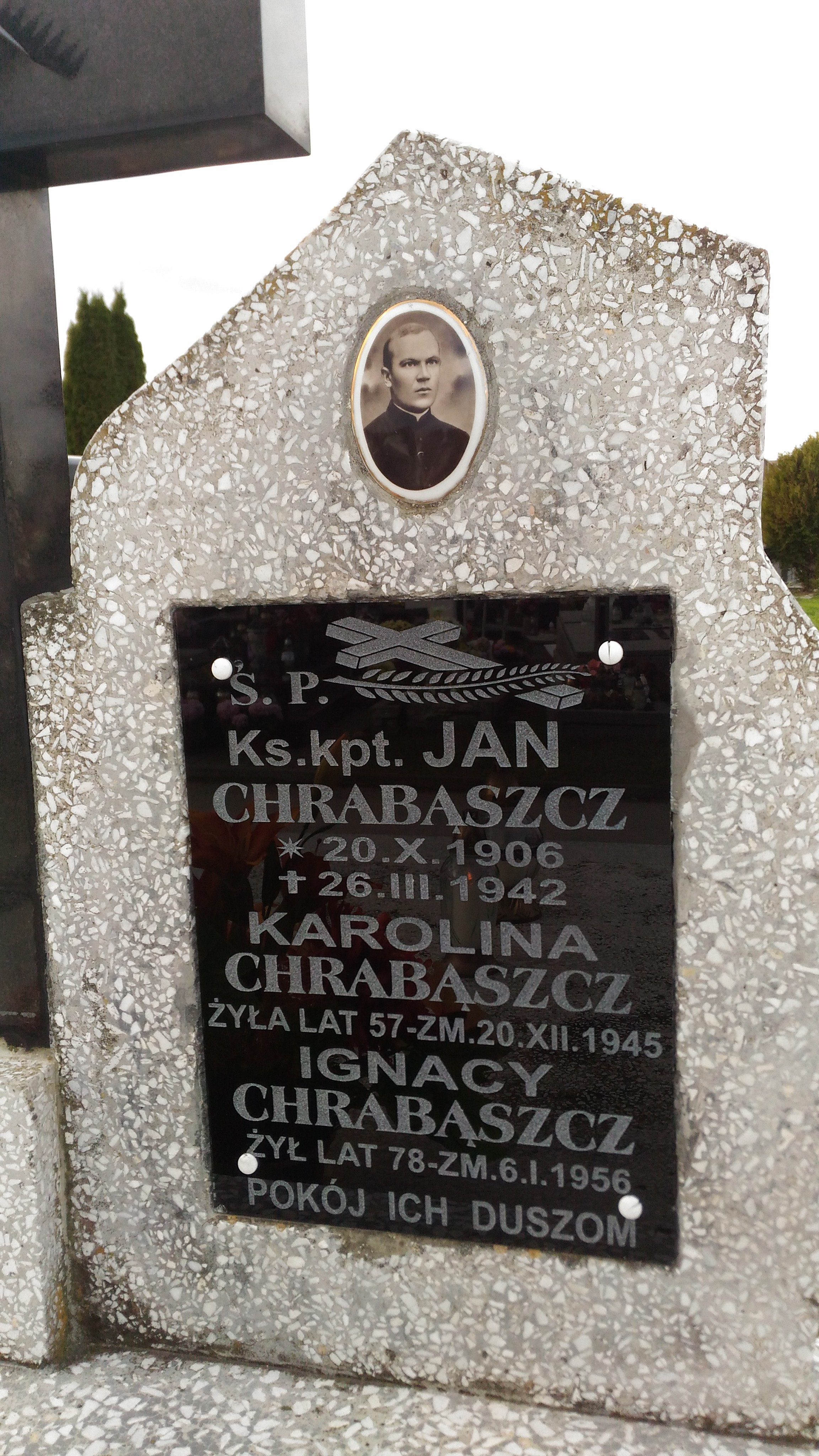
symboliczne upamiętnienie ks. Jana Chrabąszcza na grobie rodziny Chrabąszczów na cmentarzu parafialnym w Imielnie

Jan Chrabąszcz vel Chrobeński (ur. 20 października 1906 w Jakubowie, zm. 26 marca 1942 w Shahrisabz) – polski duchowny rzymskokatolicki, działacz społeczny, kapelan Wojska Polskiego.

## Życiorys

### Dzieciństwo i młodość
Urodził się we wsi Jakubów (gmina Imielno, powiat jędrzejowski, województwo świętokrzyskie). Był najstarszym dzieckiem rolników, Ignacego (1878–1956) i Karoliny z domu Faryna (1886–1945). Miał dwóch braci, Władysława i Edwarda, oraz siostrę Mariannę. W 1927 ukończył Gimnazjum Męskie w Jędrzejowie.

### Powołanie kapłańskie
Przygotowanie kapłańskie uzyskał w Seminarium Metropolitarnym w Wilnie, studiując jednocześnie na Wydziale Teologicznym Uniwersytetu Stefana Batorego. Święcenia kapłańskie otrzymał 4 czerwca 1933 z rąk abp. Romualda Jałbrzykowskiego. Mszę prymicyjną odprawił 18 czerwca tego roku w kościele św. Mikołaja w Imielnie. Jeszcze w tym miesiącu został wikariuszem w parafii Porozowo koło Wołkowyska (dekanat wołkowyski). Następnie został wikariuszem w obecnej bazylice katedralnej św. Franciszka Ksawerego w Grodnie. W dniu 4 lipca 1936 mianowano go administratorem tworzącej się parafii Kopciowszczyzna koło Grodna – obecnej parafii Wniebowzięcia Najświętszej Maryi Panny w Kopciówce. Zorganizował tam tymczasową kaplicę (w Domu Ludowym im. Ignacego Mościckiego), zbudował plebanię oraz przystąpił do budowy kościoła, który w stanie surowym, jeszcze przed wybuchem II wojny światowej został pokryty dachem. Budową kościoła kierował społeczny komitet, który wyemitował specjalnie na ten cel okolicznościowe cegiełki. Ks. Jan Chrabąszcz w tym czasie udzielał się także w Towarzystwie Popierania Budowy Publicznych Szkół Powszechnych, spółdzielni spożywców oraz Lidze Obrony Powietrznej i Przeciwgazowej.

### Kampania wrześniowa
28 kwietnia 1939 został mianowany kapelanem rezerwy ze starszeństwem z 1 stycznia 1939 i 389. lokatą w duchowieństwie wojskowym wyznania rzymskokatolickiego.
Otrzymał przydział do 2 Pułk Ułanów Grochowskich im. Generała Józefa Dwernickiego, który stacjonował w Suwałkach, a następnie – już w czasie kampanii wrześniowej – do Brygady Kawalerii „Plis”. We wrześniu 1939 pułk przebył szlak bojowy w składzie Suwalskiej Brygady Kawalerii prowadzącej walki z Niemcami, wchodząc w skład Samodzielnej Grupy Operacyjnej „Narew”. W pierwszej dekadzie września uczestniczył w obronie Wizny. Jego szlak bojowy zakończyła 5 października 1939 bitwa pod Kockiem. W następnym dniu brygada złożyła broń i ruszyła w kierunku Modlina. Za udział w kampanii wrześniowej ks. kpt. Jan Chrabąszcz został odznaczony Krzyżem Walecznych, jako jeden z 29 kapelanów Wojska Polskiego.
Po uniknięciu internowania w Oflagu VII A Murnau wrócił do swojej parafii, która znajdowała się na terenach okupowanych przez Związek Radziecki. Wkrótce został rozpoznany przez agentów NKWD jako były kapelan wojskowy oraz oficer i celem uniknięcia aresztowania wyjechał do Łap koło Białegostoku, gdzie się ukrywał.

### Zsyłka do Komi
W kwietniu 1940 został aresztowany i uwięziony w Białymstoku. W grudniu tego roku został wywieziony, wraz z innymi księżmi, do łagru Uchto–Iżemskiego w Republice Komi, w Związku Radzieckim.

### Armia Polska na Wschodzie
Z łagru został zwolniony w wyniku tzw. amnestii dla Polaków z lipca 1941. Dotarł do Armii Polskiej na Wschodzie tworzonej w ZSRR pod dowództwem gen. Władysława Andersa w Buzułuku (obwód orenburski). Został kapelanem 6 Lwowskiej Dywizji Piechoty, 17 Pułku Piechoty. Składając dokumenty przed komisją wojskową ks. Jan Chrabąszcz po raz pierwszy użył nazwiska Chrobeński, mimo że dokument zwolnienia z łagru był wystawiony na nazwisko właściwe – Chrabąszcz.
Obóz zimowy 6 Lwowskiej Dywizji Piechoty na przełomie 1941 i 1942 zlokalizowany był w Jakkabaku (obwód kaszkadaryjski) w Uzbeckiej Socjalistycznej Republice Radzieckiej. Podobnie jak w innych zgrupowaniach Armii Polskiej, warunki zimowania były skrajnie nieprzyjazne i nieprzygotowane. Brakowało ciepłej odzieży zimowej i właściwego wyżywienia. Wycieńczeni i wygłodniali niedawni więźniowie łagrów radzieckich zapadali na liczne choroby, które ich dziesiątkowały (tyfus, żółtaczka, malaria i dyzenteria).

## Śmierć i upamiętnienie
Kapelan ks. Jan Chrobeński posługą duszpasterską wspierał licznych pacjentów pobliskiego obozowi, prymitywnego szpitala wojskowego w Shahrisabz. Wkrótce zaraził się tyfusem i zmarł 26 marca 1942. Pochowany został na cmentarzu wojskowym w Jakkabaku, nieopodal obozu swojej dywizji.
Na kamiennej płycie nagrobnej widnieje jego przybrane nazwisko, Jan Chrobeński. Aktualnie cmentarz jest odrestaurowany i uporządkowany, pielęgnowany i otoczony opieką.
Księdza kapelana kpt. Jana Chrabąszcza vel Chrobeńskiego uhonorowano dwoma tablicami pamiątkowymi. W kościele rodzinnej parafii św. Mikołaja w Imielnie oraz w odbudowanym i ukończonym kościele wzniesionym jego staraniem w Kopciówce (obecnie Białoruś). Tablica z jego nazwiskiem, jako kapelana wojskowego który zginął na wschodzie podczas II wojny światowej, znajduje się także w bazylice archikatedralnej Wniebowzięcia Najświętszej Maryi Panny w Białymstoku.